# جيري لويس (سياسي)
جيري لويس (بالإنجليزية: Jerry Lewis)‏ هو سياسي أمريكي، ولد في 1956. حزبياً، نشط في الحزب الجمهوري. وقد انتخب عضو مجلس ولاية أريزونا.